# 宋懷
宋懷（1408年—？），字士皐，江西吉安府吉水縣人，民籍。明朝政治人物。進士出身。

## 生平
順天府鄉試第七名舉人。宣德八年（1433年）癸丑科會試第四十一名，殿試登進士第三甲第十六名。正統元年十月授中書舍人，累官南京尚寶司司丞，九年任满，景泰六年九月升本司卿。

## 家族
曾祖宋成章。祖父宋若璟，赠長史。父宋子環，任長史。母劉氏，封宜人。具慶下。兄士會、弟士忱、從兄士繹。